# Diphysa punctata
Diphysa punctata o Sarrapia, és una espècie d'arbre dins la família fabàcia del qual s'extreu la cumarina, substància aromatitzant. Antigament es coneixia com a Coumarouna punctata.
És un arbre de 8 a 30 m d'alt. Fulles compostes amb 4 a 6 folíols aovats a oblongs, breument acuminats, coriàcis, glabres, de 6 a 15 cm de llargada per 3 a 6 cm d'amplada. Flors en panícules curtes. Llegum ovoidia, drupàcia, indehiscent, d'uns 5 cm de largada per 3 cm d'amplada, amb una sola llavor.
Es troba al sud de Veneçuela, nord de Brasil i la zona de les Guaianes. De les llavors se n'extreu la cumarina